# 甲日·其美志玛
甲日·其美志玛（藏語：རྒྱ་རི་འཆི་མེད་སྒྲོལ་མ།，威利转写：rgya ri 'chi med sgrol ma，1905年—1939年），或作青梅志马、曲麦卓玛等，藏族，近代康区瞻对地区（今四川甘孜州新龙县）的女性政治领袖。

## 生平
其美志玛的父亲是20世纪早期瞻对四大土千户之一甲日·多吉朗加，母亲白玛群措则是来自希哇家族。精明强干的其美志玛常代表父亲处理各种事务。尽管没有正式的千户头衔，其权力与声望与千户无异，当地土司、头人与汉人官员都称她为“上瞻千户”。
其美志玛与其妹巴姆志玛一同嫁给来自希哇家族的翁须多吉。然而，翁须多吉与巴姆志玛关系亲密，却与其美志玛十分疏远，最终夫妻两人矛盾激化、成为仇敌。由于多吉朗加无子，按藏族继承习俗，作为女婿的翁须多吉应可继承家业，但其美志玛并不愿意将家族权力交予丈夫。1930年代初其妹过世后，在她坚持下，多吉朗加将翁须多吉逐出甲日家。此后其美志玛还提出与翁须多吉的离婚诉讼。
1935年，翁须多吉与甲日家的仇敌、河西千户曲戈·班丹多吉一同策划攻击了甲日家族。同年，其美志玛还因一块草场与班丹多吉发生纠纷，最终瞻化县长将此草场判给了班丹多吉。对此不满的其美志玛上诉至重庆国民政府行营。行营命西康宣慰使诺那呼图克图处理此事。当时诺那试图将刘文辉赶出康区，其美志玛为了讨好诺那集结武装击溃了国民革命军第二十四军驻瞻化的一个排。诺那则任命其美志玛为瞻化县长。后来，她还曾与进军道孚、炉霍的中国工农红军部队交战。1936年红军攻占瞻化后，她与父亲躲了起来，而诺那则被班丹多吉俘获并交给红军。红军离开后，刘文辉很快又占领了瞻化。
1939年初，九世班禅行辕试图与其美志玛密谋驱逐当地二十四军，定于6月某日举事。然而计划提前被瞻化驻军营长陈晖知晓，并上报刘文辉。计划举事前一晚，陈晖奉命率兵包围了其美志玛驻地。最终其美志玛寡不敌众被俘，并被就地处决。